# Heinrich Küttler
Heinrich Küttler (* 15. März 1863 in Korbach; † 19. Dezember 1924 ebenda) war ein deutscher Kupferschmiedemeister und Politiker (DDP).
Küttler war der Sohn des Kupferschmiedemeisters Georg Küttler (1812–1882) und dessen Ehefrau Karoline Sophie Friederike, geborene Mann (1826–1910). Er heiratete am 26. Dezember 1889 in Korbach Karoline Wilhelmine Philippine Debes (1863–1939). Küttler war Kupferschmiedemeister in Korbach. Von 1919 bis 1922 war er für die DDP Abgeordneter in der Verfassungsgebenden Waldeck-Pyrmonter Landsvertretung.